# Brzekiniec
Brzekiniec – wieś w Polsce położona w województwie wielkopolskim, w powiecie chodzieskim, w gminie Budzyń.

## Historia
Wieś królewska należąca do starostwa rogozińskiego, pod koniec XVI wieku leżała w powiecie poznańskim województwa poznańskiego. W latach 1975–1998 miejscowość administracyjnie należała do województwa pilskiego.

## Obecnie
Wieś sołecka - zobacz jednostki pomocnicze gminy Budzyń w BIP